# Rivière Beauchêne (rivière Shipshaw)
Pour les articles homonymes, voir Rivière Beauchêne (rivière Outaouais) et Beauchêne.
La rivière Beauchêne est un cours d'eau se jetant dans le lac Onatchiway, dans le territoire non organisé Mont-Valin, dans la municipalité régionale de comté (MRC) du Fjord-du-Saguenay, dans la région administrative de la Saguenay-Lac-Saint-Jean, dans la Province de Québec, au Canada.
La rivière Beauchêne coule entièrement dans la zec Onatchiway. La foresterie constitue la principale activité économique du secteur ; les activités récréotouristiques, en second.
Surtout pour les besoins de la foresterie et des activités récréotouristiques, quelques routes forestières secondaires desservent la vallée de la rivière Beauchêne et des ruisseaux en amont,,.
La surface de la rivière Beauchêne est habituellement gelée de la fin novembre au début avril, toutefois la circulation sécuritaire sur la glace se fait généralement de la mi-décembre à la fin mars.

## Géographie
Les principaux bassins versants voisins de la rivière Beauchêne sont :
- Côté Nord : rivière Shipshaw, rivière Onatchiway, rivière du Portage, lac Pamouscachiou, réservoir Pipmuacan, lac Rouvray ;
- Côté Est : lac Beauchêne, rivière au Poivre, lac au Poivre, rivière François-Paradis, rivière aux Sables, rivière La Maria, rivière La Sorbie ;
- Côté Sud : ruisseau des Mariés, rivière de la Tête Blanche, rivière Nisipi ;
- Côté Ouest : rivière Shipshaw, Petit lac Onatchiway, lac Onatchiway, rivière Péribonka[2].

La rivière Beauchêne prend sa source à l’embouchure d’un lac du Bouleau (longueur : 1,0 km ; altitude : 487 m), en zone forestière. Ce lac est situé du côté Sud-Ouest du lac Rouvray à :
- 3,9 km au Sud-Ouest du lac au Poivre ;
- 23 km au Nord du lac Onatchiway ;
- 8,0 km au Nord-Est de l’embouchure de la rivière Beauchêne (confluence avec le Petit lac Onatchiway) ;
- 28,2 km au Sud-Est du barrage de l’embouchure du lac Pamouscachiou (réservoir Pipmuacan)[2].

À partir de l’embouchure du lac de tête, le cours de la rivière Beauchêne descend sur 10,5 km selon les segments suivants :
- 0,6 km vers l’Ouest en recueillant la décharge (venant du Nord) d’un ensemble de lacs dont Boomerang, Siamois et Orignal, jusqu’à la décharge du lac Ti-Pierre (venant du Nord-Ouest), correspondant à un coude de rivière ;
- 3,5 km vers le Sud notamment en traversant le lac Desbiens (longueur : km ; altitude : 471 m) sur sa pleine longueur et en traversant un lac non identifié (longueur : 0,4 km ; altitude : 456 m), en courbant vers l’Ouest en fin de segment jusqu’au ruisseau Dragon (venant du Nord) ;
- 1,5 km vers le Sud en traversant le lac Beauchesne (longueur : 1,1 km ; altitude : 441 m) sur sa pleine longueur jusqu’à son embouchure ;
- 1,8 km vers l’Ouest, jusqu’au ruisseau Durand (venant du Nord) ;
- 1,9 km vers le Sud-Ouest, jusqu’à un ruisseau non identifié (venant du Nord) ;
- 1,2 km vers le Sud, puis vers l’Ouest, jusqu’à l’embouchure de la rivière[2].

L'embouchure de la rivière Beauchêne se déverse sur la rive Est du lac Onatchiway dans le territoire non organisé de Mont-Valin. Cette confluence de la rivière Beauchêne située à :
- 1,9 km à l’Est de la confluence du Petit lac Onatchiway et du lac Onatchiway ;
- 18,4 km au Nord de l’embouchure du lac Onatchiway (confluence avec la rivière Shipshaw) ;
- 69,0 km au Nord de l’embouchure de la rivière Shipshaw (confluence avec la rivière Saguenay) ;
- 30,6 km au Sud-Est du barrage à l’embouchure du lac Pamouscachiou ;
- 74,0 km au Nord-Est du centre-ville de Alma ;
- 139 km au Nord-Ouest de l’embouchure de la rivière Saguenay[2].

À partir de l’embouchure de la rivière Beauchêne, le courant descend la rivière Shipshaw vers le Sud, d’abord en traversant notamment le lac Onatchiway, puis le lac La Mothe, avant de se déverser sur la rive Nord de la rivière Saguenay. De là, le courant coule vers l’Est en suivant le cours de la rivière Saguenay qui conflue avec le fleuve Saint-Laurent à Tadoussac.

## Toponymie
Le toponyme Rivière Beauchêne a été officialisé le 3 octobre 1972 à la Banque des noms de lieux de la Commission de toponymie du Québec.